# زاگوژانه (شهرستان گورلیتسه)
زاگوژانه (به لهستانی:  Zagórzany) یک روستا در لهستان است که در گمینا گورلیتسه واقع شده‌است. زاگوژانه ۲٬۳۰۰ نفر جمعیت دارد.